# Naravarikuppam
Naravarikuppam (o Naravanikuppam) è una suddivisione dell'India, classificata come town panchayat, di 18.327 abitanti, situata nel distretto di Tiruvallur, nello stato federato del Tamil Nadu. In base al numero di abitanti la città rientra nella classe IV (da 10.000 a 19.999 persone).

## Geografia fisica
La città è situata a 13° 11' 44 N e 80° 10' 27 E e ha un'altitudine di 12 m s.l.m..

## Società

### Evoluzione demografica
Al censimento del 2001 la popolazione di Naravarikuppam assommava a 18.327 persone, delle quali 9.352 maschi e 8.975 femmine. I bambini di età inferiore o uguale ai sei anni assommavano a 2.162, dei quali 1.112 maschi e 1.050 femmine. Infine, coloro che erano in grado di saper almeno leggere e scrivere erano 13.784, dei quali 7.600 maschi e 6.184 femmine.